# Język tolaki
Język tolaki, także: laki, lolaki, tokia, tololaki, to’olaki, lalaki, kolaka – język austronezyjski używany w prowincji Celebes Południowo-Wschodni w Indonezji. Według danych z 2000 roku posługuje się nim 331 tys. ludzi. Ma największą liczbę użytkowników spośród języków bungku-tolaki.
Dzieli się na dialekty: asera (asera wanua, noie), konawe (kendari, kioki, tambuoki), laiwui, mekongga (bingkokak, kolaka, konio, norio, tamboki), wiwirano (nohina). Największy zasięg mają dialekty konawe i mekongga. W użyciu jest także język indonezyjski.
Jest potencjalnie zagrożony wymarciem. Pozostaje w powszechnym użyciu na obszarach wiejskich (wyjątkiem są wsie z dużym udziałem ludności napływowej), ale w miastach coraz większą rolę odgrywa język narodowy (również w kontaktach domowych).
Dokumentacją języka tolaki zajmowali się badacze związani z Pusat Pembinaan dan Pengembangan Bahasa. Został opisany w postaci słownika (1985) oraz opracowań gramatycznych (1995, 1996). Jest nauczany w szkołach i występuje w audycjach radiowych. W piśmie stosuje się alfabet łaciński.